# Ángel Zubieta
Ángel Zubieta Redondo (Galdakao, 17 luglio 1918 – Buenos Aires, 28 ottobre 1985) è stato un allenatore di calcio e calciatore spagnolo, di ruolo mediano.
Ha svolto la sua carriera principalmente in Argentina. È in possesso del record per il maggior tempo trascorso tra il suo esordio e la sua ultima partita in Liga, esattamente venti anni, due mesi e sei giorni; è inoltre stato per molto tempo il giocatore più giovane a debuttare nella Nazionale spagnola, superato solo nel 2021 da Gavi.

## Carriera
Il suo primo club fu l'Athletic Club de Bilbao, per proseguire la carriera nel Club Atlético San Lorenzo de Almagro in Argentina e tornare a chiudere la sua carriera in Spagna solo nel 1952, al Deportivo de La Coruña.

## Palmarès

### Giocatore

#### Competizioni nazionali
- Campionato spagnolo: 1

Athletic Bilbao: 1935-1936
- Campionato argentino: 1

San Lorenzo: 1946